# Nekrolog 1547
Nekrolog
◄◄
| ◄
| 1543
| 1544
| 1545
| 1546
| 1547 | 1548 | 1549 | 1550 | 1551 | ► | ►►
Weitere Ereignisse | Allgemeiner Nekrolog 1547
Die Beschreibung der verstorbenen Person sollte so kurz wie möglich gehalten sein und nur deren signifikante Tätigkeit(en) enthalten.
Neue Namen ggf. auch unter dem Geburts- und Sterbedatum, also etwa unter 1. Januar und im Geburts- und Sterbejahr (2024) eintragen (nur bei entsprechender großer Wichtigkeit). Für Beispiele siehe die schon vorhandenen Artikel.
Außerdem über die fünf zuletzt Verstorbenen, zu denen es einen ausreichend guten Artikel für eine Präsentation auf der Hauptseite gibt, nach der todesbedingten Überarbeitung der Artikel ggf. auch unter Wikipedia Diskussion:Hauptseite informieren und sie am besten auch in den anderen Wikipedia-Sprachversionen eintragen. Tipp: Regelmäßig bei news.google.de nach „ist tot“, „gestorben“ oder „verstorben“ suchen.
Wenn eine Person gestorben ist, gibt es viele Seiten zu dieser Person in der Wikipedia, die davon auch betroffen sind und entsprechend aktualisiert werden müssen. Beispiele: Namenübersichtsseite, Geburtsjahr, Geburtsort-Seiten und viele mehr.
Wie finde ich die betroffenen Seiten?
Im Suchfeld auf der linken Seite gibt man den Suchbegriff so ein: „Vorname Nachname“. Dann klickt man auf Volltext und alle Seiten mit entsprechendem Suchtext werden aufgerufen. Hier sieht man dann schnell, wo auch das Todesjahr Sinn macht oder sogar ein Teil des Artikels angepasst werden muss. Auch hilft das „Werkzeug“ auf der linken Seite sehr gut, um solche Seiten aufzufinden: „Links auf diese Seite“. Somit ist die Wikipedia wieder aktuell in allen Bereichen! Hinweis: bei Eintragung der Kategorie „Gestorben JAHR“ wird der Missbrauchsfilter 49 ausgelöst, was jedoch nicht schlimm ist. Siehe: Spezial:Missbrauchsfilter/49
Dies ist eine Liste von im Jahr 1547 verstorbenen bekannten Persönlichkeiten. Die Einträge erfolgen innerhalb der einzelnen Daten alphabetisch sortiert. Tiere sind im Nekrolog für Tiere zu finden.

## Januar
| Tag        | Name                         | Beruf, bekannt als                                                                 | Alter | Beleg |
| ---------- | ---------------------------- | ---------------------------------------------------------------------------------- | ----- | ----- |
| 5. Januar  | Johann Heß                   | lutherischer Theologe und Reformator                                               | 57    |       |
| 7. Januar  | Albrecht VII.                | Herzog zu Mecklenburg                                                              | 60    |       |
| 16. Januar | Johannes Schöner             | deutscher Mathematiker, Geograph, Kartograf, Astronom und Herausgeber              | 70    |       |
| 17. Januar | Roberto Pucci                | Kardinal der katholischen Kirche                                                   |       |       |
| 18. Januar | Pietro Bembo                 | italienischer Humanist, Kardinal und Gelehrter                                     | 76    |       |
| 19. Januar | Henry Howard, Earl of Surrey | englischer Dichter                                                                 |       |       |
| 27. Januar | Anna von Böhmen und Ungarn   | Königin von Ungarn und Böhmen, durch Heirat Königin des Heiligen Römischen Reiches | 43    |       |
| 28. Januar | Pleikard von Gemmingen       | möglicher Erbauer von Schloss Presteneck                                           |       |       |
| 28. Januar | Heinrich VIII.               | König von England                                                                  | 55    |       |
| 28. Januar | William Knight               | Staatssekretär Heinrichs VIII. von England                                         | 71    |       |
| Januar     | Franz von Ketteler           | Fürstabt von Corvey                                                                |       |       |

## Februar
| Tag         | Name                                | Beruf, bekannt als                                   | Alter | Beleg |
| ----------- | ----------------------------------- | ---------------------------------------------------- | ----- | ----- |
| 3. Februar  | Dominicus Sleupner                  | evangelischer Theologe und Reformator                |       |       |
| 6. Februar  | Konrad Adelmann von Adelmannsfelden | deutscher Kanoniker und Humanist                     | 84    |       |
| 8. Februar  | Niklas Ribeisen                     | Bergwerksunternehmer und Grundherr                   |       |       |
| 11. Februar | Johann Horn                         | Bischof der Böhmischen Brüder und Kirchenlieddichter |       |       |
| 17. Februar | Luca d’Andrea della Robbia          | italienischer Bildhauer und Dominikaner              |       |       |
| 25. Februar | Vittoria Colonna                    | italienische Dichterin                               |       |       |
| 27. Februar | Laurentius Zoch                     | deutscher Jurist und Rechtswissenschaftler           | 69    |       |
| 28. Februar | Johann von Naves                    | Reichsvizekanzler unter Karl V.                      |       |       |
| 28. Februar | Philippa von Geldern                | Herzogin von Lothringen und Bar                      | 83    |       |

## März
| Tag      | Name                        | Beruf, bekannt als                             | Alter | Beleg |
| -------- | --------------------------- | ---------------------------------------------- | ----- | ----- |
| 12. März | Wenzeslaus Linck            | deutscher lutherischer Theologe und Reformator | 64    |       |
| 15. März | Diego de Enzinas            | spanischer Protestant                          |       |       |
| 15. März | Jakob Otter                 | reformierter Theologe und Reformator           |       |       |
| 16. März | François Vatable            | französischer Gelehrter                        |       |       |
| 23. März | Johann IV. Ludwig von Hagen | Kurfürst und Erzbischof von Trier (1540–1547)  |       |       |
| 31. März | Franz I.                    | König von Frankreich                           | 52    |       |
| März     | Reinier Pauw                | holländischer Stadtregent (Gouda)              |       |       |

## April
| Tag       | Name                       | Beruf, bekannt als                                                    | Alter | Beleg |
| --------- | -------------------------- | --------------------------------------------------------------------- | ----- | ----- |
| 3. April  | Ludger tom Ring der Ältere | deutscher Maler und Buchdrucker                                       |       |       |
| 11. April | Stephan Agricola           | deutscher Theologe und Reformator                                     |       |       |
| 24. April | Hans Lorenz von Kuefstein  | österreichischer Adeliger und Landuntermarschall von Niederösterreich |       |       |
| 24. April | Kraft Müller               | Buchdrucker, Gelehrter und Schüler Philipp Melanchthons               |       |       |
| 27. April | Christoph Eschenfelder     | kurtrierischer Zollbeamter, Amtmann und Humanist                      |       |       |

## Mai
| Tag     | Name                            | Beruf, bekannt als                | Alter | Beleg |
| ------- | ------------------------------- | --------------------------------- | ----- | ----- |
| 2. Mai  | Caspar Borner                   | deutscher Theologe und Reformator |       |       |
| 10. Mai | Francisco de los Cobos y Molina | spanischer Staatssekretär         |       |       |
| Mai     | Balthasar Rantzau               | Bischof von Lübeck                |       |       |

## Juni
| Tag      | Name                  | Beruf, bekannt als                    | Alter | Beleg |
| -------- | --------------------- | ------------------------------------- | ----- | ----- |
| 15. Juni | Sebastiano del Piombo | italienischer Maler                   |       |       |
| Juni     | Anton Musa            | evangelischer Theologe und Reformator |       |       |

## Juli
| Tag      | Name                            | Beruf, bekannt als                             | Alter | Beleg |
| -------- | ------------------------------- | ---------------------------------------------- | ----- | ----- |
| 3. Juli  | Hartmannus Hartmanni der Ältere | Kanzler der Kurpfalz                           |       |       |
| 6. Juli  | Nikolaus Glossenus              | deutscher lutherischer Theologe und Reformator |       |       |
| 13. Juli | Hermann Schutte                 | Ratsherr der Hansestadt Lübeck                 |       |       |
| 20. Juli | Beatus Rhenanus                 | deutscher Humanist und Philologe               | 61    |       |
| 26. Juli | Jacques Gruet                   | Schweizer Libertin und Atheist                 |       |       |

## August
| Tag        | Name                  | Beruf, bekannt als                                | Alter | Beleg |
| ---------- | --------------------- | ------------------------------------------------- | ----- | ----- |
| 7. August  | Kajetan von Thiene    | Ordensgründer, Heiliger                           | 66    |       |
| 8. August  | Arnold Esich          | Bremer Ratsherr und Bürgermeister                 |       |       |
| 17. August | Katharina von Zimmern | letzte Äbtissin des Fraumünsterklosters in Zürich |       |       |
| 22. August | Niccolò Ardinghelli   | Kardinal                                          | 44    |       |

## September
| Tag           | Name                             | Beruf, bekannt als                                                                                                  | Alter | Beleg |
| ------------- | -------------------------------- | --- | ----- | ----- |
| 4. September  | Katharina von Racconigi          | italienische Nonne, als Selige verehrt                                                                              |       |       |
| 6. September  | Tommaso Badia                    | italienischer Dominikaner und Kardinal                                                                              | 63    |       |
| 10. September | Pier Luigi II. Farnese           | außereheliche Sohn von Alessandro Farnese, dem späteren Papst Paul III. sowie Herzog von Parma, Piacenza und Castro | 43    |       |
| 10. September | Malcolm Fleming, 3. Lord Fleming | schottischer Adliger                                                                                                |       |       |
| 17. September | Friedrich II.                    | Herzog von Liegnitz und Brieg                                                                                       | 67    |       |
| 19. September | Johann von der Leiter            | Statthalter in Ingolstadt                                                                                           |       |       |
| 27. September | Eleanor Brandon                  | englische Adelige                                                                                                   |       |       |

## Oktober
| Tag         | Name                 | Beruf, bekannt als                  | Alter | Beleg |
| ----------- | -------------------- | ----------------------------------- | ----- | ----- |
| 18. Oktober | Jacopo Sadoleto      | italienischer Kardinal              | 70    |       |
| Oktober     | Kaspar von Schöneich | Kanzler der Herzöge von Mecklenburg |       |       |

## November
| Tag          | Name                               | Beruf, bekannt als                                        | Alter | Beleg |
| ------------ | ---------------------------------- | --------------------------------------------------------- | ----- | ----- |
| 12. November | Sebastian Aitinger                 | Sekretär des Schmalkaldischen Bundes                      | 39    |       |
| 19. November | Erasmus Lapicida                   | flämischer Komponist, Sänger und Kleriker der Renaissance |       |       |
| 20. November | Johannes IV. von Sachsen-Lauenburg | Bischof von Hildesheim                                    |       |       |
| 26. November | Giovanni Cariani                   | italienischer Maler                                       |       |       |

## Dezember
| Tag          | Name             | Beruf, bekannt als                    | Alter | Beleg |
| ------------ | ---------------- | ------------------------------------- | ----- | ----- |
| 2. Dezember  | Hernán Cortés    | spanischer Konquistador und Entdecker |       |       |
| 28. Dezember | Konrad Peutinger | deutscher Politiker                   | 82    |       |

## Datum unbekannt
| Tag | Name                        | Beruf, bekannt als                                           | Alter | Beleg |
| --- | --------------------------- | ------------------------------------------------------------ | ----- | ----- |
|     | Lazare de Baïf              | französischer Humanist und Diplomat                          |       |       |
|     | Jörg Breu der Jüngere       | deutscher Maler                                              |       |       |
|     | Robert Copland              | englischer Buchdrucker und Dichter                           |       |       |
|     | Dorothea                    | dänische Prinzessin und Herzogin                             |       |       |
|     | Giovanni Luigi de Fieschi   | genuesischer Politiker                                       |       |       |
|     | André de Foix               | französischer Feldherr                                       |       |       |
|     | Rueland Frueauf der Jüngere | Maler der Renaissance                                        |       |       |
|     | Georg III. Agmann           | Abt des Klosters Waldsassen                                  |       |       |
|     | Edward Hall                 | englischer Historiker, Anwalt und Chronist                   |       |       |
|     | Valentin Ickelsamer         | deutscher Grammatiker                                        |       |       |
|     | Johann Ludwig I. von Sulz   | Landgraf, Spanischer Rat und Statthalter in Vorderösterreich |       |       |
|     | Cornelis Hendricksz Loen    | niederländischer Bürgermeister und Patrizier                 |       |       |
|     | Luo Qinshun                 | chinesischer Philosoph                                       |       |       |
|     | Peter Schöffer der Jüngere  | Buchdrucker und Musikdrucker der Reformationszeit            |       |       |
|     | Hieronymus Schreiber        | deutscher Mediziner, Mathematiker und Astronom               |       |       |
|     | Georg Stürgkh               | Bürgermeister von Graz, Stammvater der Adelsfamilie Stürgkh  |       |       |
|     | Petrus Sylvius              | katholischer Schriftsteller der Reformationszeit             |       |       |
|     | Perino del Vaga             | italienischer Maler                                          |       |       |